# Контейнер (сериал)
«Конте́йнер» — российский драматический телесериал производства видеосервиса Start. В телесериале поднимаются темы суррогатного материнства и социального неравенства.

## Сюжет
В центре сюжета — проблема суррогатного материнства. Главной героине 29 лет, она на 8 месяце беременности, и в качестве суррогатной матери вынашивает ребёнка для состоятельной семьи. По просьбе суррогатных родителей и за дополнительное вознаграждение, она переезжает в их загородный дом. То, что представлялось как безопасное решение и забота о будущем ребёнке, на деле оборачивается испытаниями для каждого из обитателей этого дома.

## В ролях
| Актёр              | Роль                                          |
| ------------------ | --------------------------------------------- |
| Оксана Акиньшина   | Саша, суррогатная мать                        |
| Филипп Янковский   | Вадим Юрьевич Белозеров, заместитель министра |
| Мария Фомина       | Марина Александровна Белозерова, жена Вадима  |
| Мария Лобанова     | Аня, сестра / дочь Саши                       |
| Елизавета Шакира   | Ева, дочь Вадима                              |
| Дмитрий Чеботарёв  | Виталик                                       |
| Юлия Ауг           | Валентина, мать Саши                          |
| Сергей Годин       | Дмитрий Олегович Чернов                       |
| Нино Кантария      | Кира                                          |
| Ростислав Бершауэр | Роман, следователь                            |
| Артём Быстров      | Игорь Разумовский, бывший любовник Саши       |

## Производство
Съёмки телесериала стартовали в ноябре 2020 года, созданием сериала занималась команда, которая до этого работала над телесериалом «257 причин, чтобы жить». Премьера телесериала «Контейнер» прошла в рамках 43-го ММКФ в апреле 2021 года. В июле 2021 года телесериал был показан на фестивале Série Series во французской коммуне Фонтенбло.
На сервисе START телесериал был запущен в сентябре 2021 года. После успешного старта первого сезона он был продлён на второй сезон.
Весной 2022 года должна была состояться мировая премьера телесериала на стриминг-сервис Apple TV+, где он стал бы первым российским проектом линейки Apple Originals, однако позже сделка была приостановлена.
Съёмки третьего сезона были запланированы на 2023 год. Сезон стал финальным, а его премьера состоялась 14 сентября.

## Восприятие
По мнению кинокритика Илоны Егизаровой, авторы очень грамотно выбрали название сериала, так у различных людей слово «контейнер» вызывает различные ассоциации, однако в контексте сериала контейнером становится женщина, фактически превращаясь из человека в функцию. По мнению критика Александра Костина сериал являет собой «интересное творческое переосмысление сериалов „Богатые тоже плачут“ и „Беременная рабыня Изаура“, щедро приправленное отечественной максимой „не мы такие, жизнь такая“».